# Остров Врангеля
О́стров Вра́нгеля — остров в Северном Ледовитом океане между Восточно-Сибирским морем и Чукотским морем. Назван в 1867 году капитаном Томасом Лонгом в честь российского мореплавателя и государственного деятеля XIX века Фердинанда Врангеля.
Находится на границе Западного и Восточного полушарий и разделяется 180-м меридианом на две почти равные части. Отделён от материка (северное побережье Чукотки) проливом Лонга, шириной в самой узкой части около 140 километров. Административно относится к Иультинскому району Чукотского автономного округа России.
Входит в состав одноимённого заповедника. Природный комплекс заповедника Остров Врангеля является объектом всемирного наследия ЮНЕСКО с 2004 года.

## Этимология
Чукотский топоним Умӄиԓир (буквально: «остров белых медведей») происходит от слов умӄы «белый медведь» и иԓир «остров».
В 1924—1925 годах предлагалось назвать остров «Красный Октябрь» и «остров Давыдова»; постановлением ВЦИК от 11 января 1926 за островом оставлено название, данное в честь Врангеля.

## История
Археологические находки в районе стоянки Чёртов овраг свидетельствуют о том, что первые люди (палеоэскимосы) охотились на острове 1750 лет до н. э. В это время здесь ещё могли встречаться последние мамонты — представители особой карликовой разновидности — хотя прямые доказательства их взаимодействия с древнейшим населением острова пока не обнаружены.
Считается, что ко времени открытия острова европейцами он был необитаем. Тем не менее существуют значительные основания полагать, что по крайней мере до начала XIX века остров служил перевалочным пунктом, обеспечивавшим связь между эскимосами Аляски и арктического побережья Чукотки, и что на нём могли существовать устойчивые поселения, с неоднородными в этническом отношении обитателями. Этого мнения придерживался и Ф. П. Врангель.
Из ряда источников известен факт, что на западном побережье острова в 30-х годах XX века были обнаружены явные остатки нескольких жилищ как свидетельство того, что на нём проживали оседлые племена коренных жителей Чукотки, оставивших следы своего пребывания в виде жилищ и предметов: изделий из дерева и кости. В литературе история нахождения и свидетельств находок является запутанной. Участник арктических плаваний 1910—1915 годов, Л. М. Старокадомский, оставивший мемуары о пребывании на острове Врангеля, упоминает без указания на источник, что в 1937 году на острове Врангеля были обнаружены остатки древнего жилища.
М. А. Сергеев делает комментарий к книге Ф. П. Врангеля, в котором свидетельствует, что нашёл старые жилища А. И. Минеев, тоже не давая точных ссылок. Историю нахождения предметов и строений описывает А. А. Бурыкин в статье «Этноархеология острова Врангеля»:

В 1937 году эскимос-охотник Айнафак нашёл в районе мыса Фомы на западном побережье острова Врангеля остатки землянки и некоторые предметы, изготовленные человеком. Тогда же с находками ознакомились начальник фактории эскимос Таян и геолог Л. В. Громов. Именно Л. В. Громов впервые опубликовал сообщение о находках, перечень найденных предметов и их рисунки.
— А. А. Бурыкин. Этноархеология острова Врангеля (вопросы историографии).

### Открытие

Карта побережья Арктики, исследованная русскими экспедициями с 1734 по 1871 год. В правой части очертания «Земли Врангеля»

О существовании этого острова русским первопроходцам было известно ещё с середины XVII века по рассказам коренного населения Чукотки и аляскинских эскимосов. Впервые остров на карту нанёс русский первопроходец Иван Львов, не позже 1707 года; Михаил Ломоносов назвал остров «Сомнительный», нанеся его на полярную карту.
В 1764 году остров с расстояния 20 вёрст наблюдал «геодезии сержант» Степан Андреев, обследовавший побережье к востоку от Шелагского мыса. Более точно расположение острова определили позднейшие русские походы: сначала, по расспросным данным, экспедиция Гавриила Сарычева, затем Ф. П. Врангеля, позже — российская экспедиция 1911 года. В своём «Путешествии по северным берегам Сибири и по Ледовитому морю совершённом в 1820, 1821, 1822, 1823, и 1824 гг.» Фердинанд Петрович Врангель приводит выдержку из «Сибирского Вестника» за 1823 год, согласно которой остров к тому времени был уже довольно хорошо известен и русским, и «туземцам»; более того — он имел собственное название и даже постоянное население: «сия земля имеет жителей, которые называют её Тикеген, а сами, известны под именем Хрохаев и состоят из двух племён. Некоторые из них бородатые и похожи на россиян, другие же чукотской породы. Бывшие при экспедиции Биллингса сотник Кобелев и толмач Дауркин, подтвердив описание Андреева, представили даже абрис виденной им земли, составленный некоторым американским тоеном». Тем не менее на географических картах остров Врангеля утвердился лишь во второй половине XIX века.
В 1849 году британский исследователь Генри Келлетт (англ. Henry Kellett) обнаружил в Чукотском море новый остров и назвал его в честь своего судна Herald островом Геральд. Западнее острова Геральд Келлетт наблюдал ещё один остров и отметил его на карте под названием «Земля Келлетта».
В 1866 году на западном острове высадился первый европеец — капитан Эдуард Дальман, проводивший торговые операции с жителями Аляски и Чукотки. В 1867 году американский китобой по профессии и исследователь по призванию Томас Лонг, возможно, не зная о предыдущем открытии Келлетта, либо неверно определив остров, назвал его в честь русского путешественника и государственного деятеля Фердинанда Петровича Врангеля, безуспешно искавшего остров в течение 1820—1824 годов.
В 1879 году поблизости от острова Врангеля пролегал путь экспедиции Джорджа Делонга, который пытался дойти до Северного полюса на судне «Жаннетта». Плавание Де Лонга завершилось катастрофой и в поисках его в 1881 году к острову подошёл американский паровой куттер «Томас Корвин» под командованием Кельвина Хупера. Хупер высадил на остров поисковую партию и провозгласил его территорией США.
В сентябре 1911 года к острову Врангеля подошёл ледокольный пароход «Вайгач» из состава российской гидрографической экспедиции Северного Ледовитого океана. Экипаж «Вайгача» выполнил съёмку побережья острова, совершил высадку и поднял над ним российский флаг.

### Канадская арктическая экспедиция 1913—1916 годов

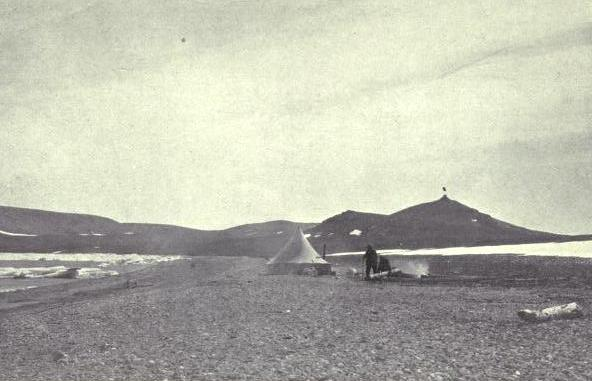
Лагерь экипажа погибшей бригантины «Карлук» на острове Врангеля, 1914 год.

Канадская арктическая экспедиция 1913—1916 годов была организована предприимчивым, энергичным и харизматичным исландско-канадским антропологом Вильялмуром Стефанссоном.
Бригантина «Карлук» вышла из порта Ном (Аляска) 13 июля 1913 года под командованием капитана Роберта Бартлетта для исследования острова Хершел в море Бофорта. 13 августа 1913 года, в 300 километрах от места назначения, «Карлук» был зажат льдами и начал медленный дрейф на запад. 19 сентября шесть человек, включая Стефанссона, отправились на охоту, но из-за дрейфа льдов они больше не смогли вернуться на судно. Им пришлось проделать путь до мыса Барроу. Позднее в адрес Стефанссона высказывались обвинения в том, что он умышленно покинул судно под предлогом охоты с целью изучения островов Канадского арктического архипелага.

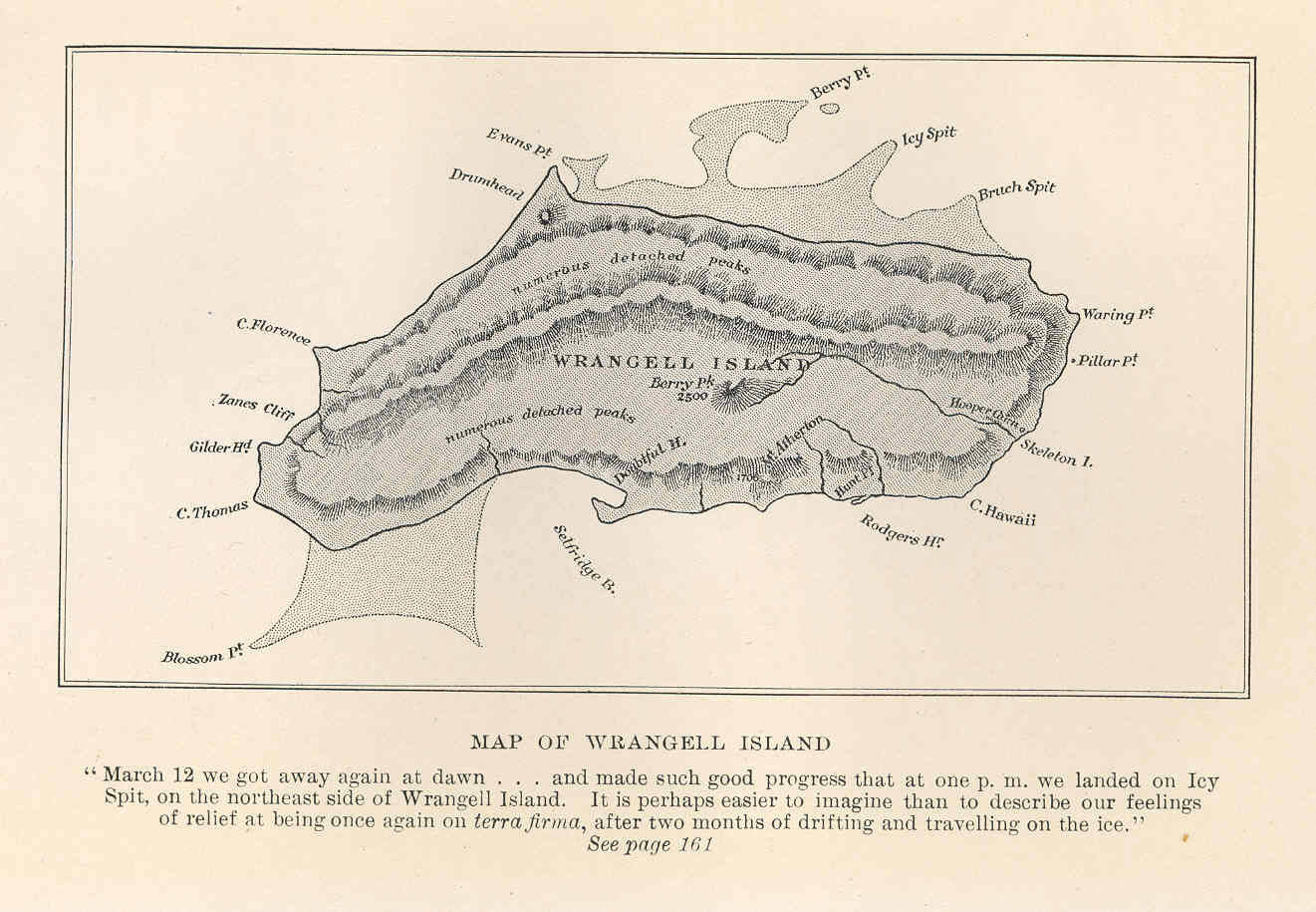
Карта острова Врангеля, составленная участниками Канадской Арктической экспедиции

На «Карлуке» остались 25 человек: команда, члены экспедиции и охотники. Дрейф бригантины продолжался по маршруту барка «Жаннетта» Джорджа Де Лонга, пока 10 января 1914 года она не была раздавлена льдом. Первая партия моряков по поручению Роберта Бартлетта и под командованием Бьярне Мамена выступила к острову Врангеля, но ошибочно достигла острова Геральд. На острове Геральд остался старший помощник капитана «Карлука» Сэнди Андерсон с тремя моряками. Все четверо погибли, предположительно, из-за пищевого отравления или отравления угарным газом. Другая партия, включая Алистера Мак-Коя (участника антарктической экспедиции Эрнеста Шеклтона в 1907—1909 годах), предприняла самостоятельный поход к острову Врангеля (на расстояние 130 км) и пропала без вести. 17 человек под командованием Барлетта сумели добраться до острова Врангеля и вышли на берег в бухте Драги. В 1988 году здесь были найдены следы их лагеря и установлен памятный знак.
Капитан Барлетт (имевший опыт участия в экспедициях Роберта Пири) и охотник-эскимос Катактовик вдвоём отправились по льдам на материк за помощью. За несколько недель они успешно достигли побережья Аляски и дали знать о гибели «Карлука», но ледовые условия не позволили предпринять немедленную спасательную экспедицию.
Летом 1914 года российские ледокольные пароходы «Таймыр» и «Вайгач» дважды (1—5 августа, затем 10—12 августа) пытались пробиться на помощь, но не смогли преодолеть льды. Несколько попыток американского куттера «Беар» также оказалась неудачными.
Из оставшихся на острове Врангеля 15 человек трое погибли: Маллок погиб от совокупности таких причин, как переутомление, переохлаждение, гангрена и употребление в пищу испортившегося пеммикана; Мамен — вследствие отказа почек, вызванного, по-видимому, тем же пеммиканом; Бредди, по версии некоторых членов группы, был убит Вильямсоном, который инсценировал несчастный случай при чистке револьвера. Причина — тяжёлая психологическая обстановка в лагере группы. Убийство так и не было доказано, Вильямсон отрицал все обвинения.
Выжившие добывали себе пропитание охотой и были спасены лишь в сентябре 1914 года экспедицией на канадской шхуне «Кинг-энд-Уинг».

### Экспедиции Стефанссона 1921—1924 годов

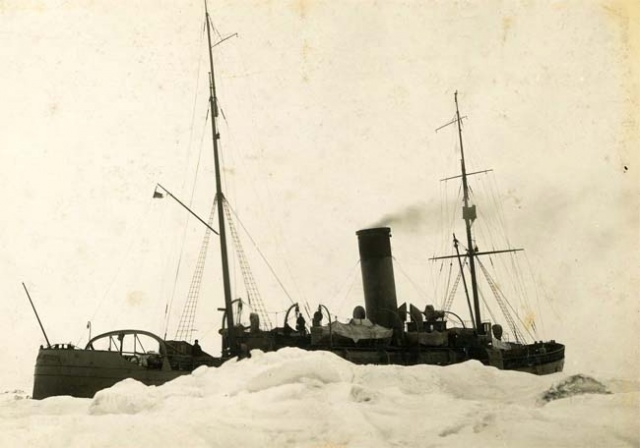
Канонерская лодка «Красный Октябрь» во льдах на пути к острову Врангеля, близ Чукотки, 16 августа 1924 года.

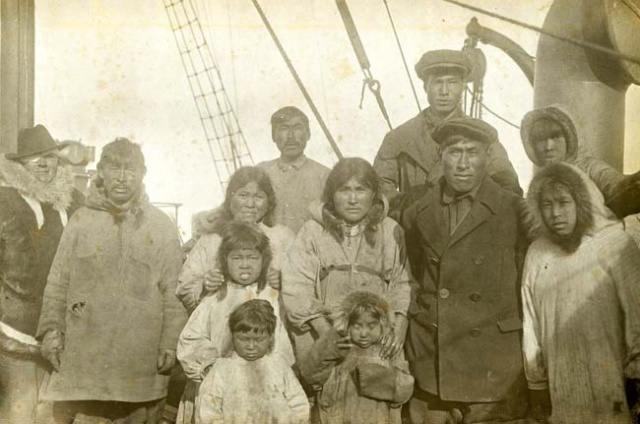
Колонисты острова Врангеля перед эвакуацией на материк на борту канонерской лодки «Красный Октябрь», 19 августа 1924 года.
Крайний слева Чарльз Уэллс.

Как позднее вспоминал Стефанссон, в начале 1921 года он уяснил из газет, что в условиях жестокой Гражданской войны в России, Япония намерена в том или ином виде присоединить Восточную Сибирь с прилегающими островами. Его друзья, возвратившиеся из России, подтвердили это мнение. Тогда-то полярник и предположил, что японцы непременно высадятся и на знакомый участникам Канадской арктической экспедиции остров Врангеля, призванный сыграть важную стратегическую роль. Вильялмур Стефанссон решил перехватить японскую инициативу. Воодушевлённый опытом выживания экипажа «Карлука» и перспективами морского промысла у берегов острова Врангеля он развернул кампанию по колонизации острова. Для поддержки своего предприятия Стефанссон пытался получить официальный статус со стороны сначала канадского, а затем британского правительства. 19 февраля 1921 года он получил письмо от канадского премьер-министра Артура Мейгхена следующего содержания:
Дорогой мистер Стефанссон. Я просмотрел материалы, которые вы представили мне сегодня, и счёл необходимым предупредить вас, что правительство намерено поддержать права Канады на остров Врангеля, основываясь на открытиях и исследованиях Вашей экспедиции. Полагаю, что в настоящее время этого вполне достаточно для осуществления ваших намерений.

Столь неопределённую с юридической точки зрения рекомендацию Стефанссон счёл веским основанием для того, что позднее, в воспоминаниях, он сам же и назвал авантюрой. 16 августа 1921 года он собрал в Сиэтле пятерых будущих колонистов, руководителем которых стал 22-летний канадский шотландец Алан Кроуфорд. Спустя десять дней они перебрались на Аляску, откуда 9 сентября отплыли к Врангелю. 16 сентября 1921 года на острове было основано поселение из пяти колонистов: Алана Кроуфорда, американцев Галле, Маурера (участника экспедиции на «Карлуке»), Найта и эскимосской женщины Ады Блэкджек в роли швеи и кухарки. Подняв, прежде всего, канадский и британский флаги, они подписали «Прокламацию»: 
…Принимая во внимание отсутствие объявленных прав на остров со стороны иностранных держав и ввиду пребывания на острове с 12 марта 1914 года по 7 сентября 1914 года оставшихся живыми членов экипажа бригантины «Карлук» капитана Р. А. Бартлетта, командовавшего этим правительственным канадским судном Канадской арктической экспедиции 1913—1918 годов, из состава которой присутствует оставшийся в живых старший механик Монро, уроженец Шотландии и подданный Британии, поднимаем канадский и британский флаги и объявляем этот остров, известный под именем острова Врангеля, состоящим с этого времени владением Его Величества Георга, короля Великобритании и Ирландии, заморских доминионов, императора Индии и пр., и частью Британской империи.
 Копию этого документа, доставленного на континент капитаном возвратившейся в конце сентября в Ном шхуны Джеком Хаммером, Стефанссон передал вместе с рассказом о колонизации Врангеля в газеты, но поначалу такой материал прошёл незамеченным. Только когда под давлением Вашингтонской конференции Япония дала обещание «в текущем году», то есть не позже декабря 1922 года, вывести свои войска из пределов Сибири и русского Дальнего Востока, события на Врангеле привлекли всеобщее внимание. Даже вызвали не очень долго продолжавшийся политический скандал — территориальный спор между Канадой и США.
Всё началось с протеста, направленного в Вашингтон государственному секретарю губернатором Аляски. Его возмутил незаконный захват канадцами острова, по его мнению принадлежавшего всегда… Соединённым Штатам. После этого Стефанссону пришлось давать объяснения своим поступкам. Объяснения, опубликованные 20 марта 1922 года газетой «Нью-Йорк таймс». 12 мая это привело к дебатам в канадском парламенте. Обсуждение объёма средств, выделяемых для финансирования патруля в северных водах, неожиданно перешло к обсуждению совершенно иной темы.
Мейгхен, бывший премьер и лидер оппозиции: «Знает ли министр иностранных дел, что политика правительства в отношении северных островов, особенно в связи с экспедицией Стефанссона, привела к притязаниям на них, в том числе и на остров Врангеля?» Грэхэм, министр иностранных дел: «Это весьма деликатная тема политики правительства…» Мейгхен: «Остров Врангеля принадлежит нам?» Грэхэм: «Да, как я полагаю, и мы постараемся удержать его за собой…» Гатри, депутат от оппозиции: «В прошлом месяце «Нью-Йорк таймс» и «Вашингтон пост» утверждали, что остров Врангеля принадлежит США по праву открытия.» Маккензи Кинг, премьер-министр: «Я должен сказать, что в настоящее время канадский флаг развевается над островом Врангеля и что на нём находятся канадцы — члены предыдущей экспедиции Стефанссона… Правительство, разумеется, остаётся на позиции, что остров Врангеля принадлежит нашей стране!»
Между тем, о судьбе канадцев, которые по собственной доброй воле решили подтверждать территориальные притязания своей страны, никто ничего не знал. Экспедиция была скудно оснащена, поскольку Стефанссон полагался на охоту как на один из основных источников снабжения. Успешно перезимовав первую зиму и потеряв всего одну собаку (из имевшихся семи), колонисты надеялись на прибытие летом судна с запасами и сменой. Вследствие тяжёлых ледовых условий судно не смогло приблизиться к острову, и люди остались на ещё одну зимовку… В августе 1922 года к острову попыталась подойти очередная экспедиция, посланная Стефанссоном на судне «Тедди-Бэр», но из-за очень тяжёлых, старых и сплочённых льдов даже приблизиться к острову не смогла. 23 сентября она ни с чем вернулась на Аляску.
В сентябре 1922 года к острову Врангеля попыталась пройти канонерская лодка Белой армии «Магнит» (бывшее посыльное судно, вооружённое во время Гражданской войны), под командованием лейтенанта Д. А. фон Дрейера, но льды не дали ей такой возможности. О цели похода «Магнита» к острову Врангеля мнения расходятся — это пресечение деятельности предприятия Стефанссона (высказывалось современниками и участниками событий), либо напротив, оказание ему помощи за вознаграждение (высказано в газете ФСБ России в 2008 году). Из-за военного поражения Белого движения на Дальнем Востоке, во Владивосток корабль больше не вернулся, экипаж «Магнита» отправился в эмиграцию.
После того, как охота провалилась и запасы продовольствия подошли к концу, 28 января 1923 года трое полярников отправились на материк за помощью. Больше их никто не видел. Оставшийся на острове Найт умер от цинги в апреле 1923 года. В живых осталась только 25-летняя Ада Блэкджек. Ей удалось в одиночестве выжить на острове до прихода судна 19 августа 1923 года. Компанию ей составляла только корабельная кошка Виктория (Вик).

В 1923 году проблемой канадского десанта занялся заместитель наркома иностранных дел РСФСР М. М. Литвинов. После возвращения с Генуэзской конференции ему поручили контроль за отношениями со странами Западной Европы. 27 марта 1923 года Литвинов потребовал от Н. К. Клышко получить официальные разъяснения Форин-офиса. В тот же день заместитель официального агента РСФСР направил частное письмо Грегори — сотруднику Форин-офиса: 
Моё правительство получило дополнительную информацию, из которой явствует, что правительство Канады над островом Врангеля подняло британский флаг. Я был бы очень признателен, если бы вы смогли бы изыскать способ для скорейшего ответа на нашу ноту от прошлого года, которого, как мне известно, моё правительство ожидает с большим беспокойством.
 «Частная» просьба Клышко оказалась безрезультатной. Тогда Л. Б. Красин, глава официального представительства РСФСР в Лондоне, направил 25 мая 1923 года новую ноту по всё той же проблеме: 
Как уже указывалось, в 1921 году группа канадцев под руководством г-на Стефанссона высадилась на острове Врангеля под предлогом научной экспедиции и водрузила там британский флаг. В 1922 году г-н Стефанссон предпринял новую попытку высадить на острове вторую группу канадцев, однако льды помешали ему осуществить его намерения. Несомненно, в текущем году им будет предпринята ещё одна попытка высадиться на остров для снятия находящейся на острове партии, которую он оставил. Внимание правительства его величества уже было обращено на тот факт, что данный остров является российским владением и потому г-н Красин уполномочен своим правительством обратиться к британскому правительству с просьбой, чтобы оно использовало свои хорошие отношения с канадским правительством для того, чтобы положить конец подобным рейдам. Г-н Красин хотел бы добавить при этом, что его правительство принимает меры, направленные на предотвращение в будущем нарушения суверенитета над данным островом.
Действительно, в августе 1923 года, с началом навигации в Арктике, к Врангелю сумела подойти отправленная Стефанссоном спасательная экспедиция X. Нойса на паровой шхуне. К своему ужасу, она обнаружила на острове лишь одного живого человека — эскимоску, которую колонисты взяли с собой кухаркой. Она и поведала, что трое канадцев, включая Алана Кроуфорда, не выдержав тяжелейших условий, ещё в начале первой зимовки ушли пешком к берегам Сибири, и больше о них никто ничего не слышал. А двое остальных умерли от цинги незадолго до прихода шхуны. Выполняя поручение Стефанссона, Нойс взял на борт эскимоску и оставил на острове новую партию: американского охотника Чарльза Уэллса и тринадцать эскимосов. Им предстояло не только продолжить присутствие доминиона на Врангеле, но и заготавливать пушнину.
В 1923 году на зимовку на острове остались 13 поселенцев — американский геолог Чарльз Уэллс и двенадцать эскимосов, в том числе женщины и дети. Ещё один ребёнок родился на острове во время зимовки.

### Установление Советским Союзом контроля над островом и современное состояние
В 1924 году правительство СССР направило к острову Врангеля канонерскую лодку «Красный Октябрь» (бывший владивостокский портовый ледокол «Надёжный», на который установили пушки). Поход был назван Особой гидрографической экспедицией, начальником её являлся гидрограф Б. В. Давыдов, командиром корабля — Е. М. Воейков.
20 июля 1924 года «Красный Октябрь» вышел из Владивостока, 19 августа 1924 — достиг острова. 20 августа 1924 года экспедиция подняла на острове советский флаг и вывезла поселенцев. При этом были сняты установленные ими британский и американский флаги, а также демонтирован американский геодезический знак с надписью, что он является собственностью США и составлен акт о причинённом поселенцами ущербе. На обратном пути, 25 сентября в проливе Лонга у мыса Шмидта ледокол был безнадёжно зажат льдами, однако налетевший шторм помог ему освободиться. Преодоление тяжёлых льдов привело к перерасходу топлива. К моменту, когда судно бросило якорь в бухте Провидения, топлива оставалось на 25 минут хода, а пресной воды не было совсем. Во Владивосток ледокол вернулся 29 октября 1924 года.
Советско-американские, а затем китайско-американские переговоры о дальнейшем возвращении колонистов на родину через Харбин заняли длительное время. До возвращения не дожили трое — руководитель экспедиции Чарльз Уэллс умер во Владивостоке от пневмонии; двое детей скончались на протяжении последующего пути.
С 1920-х годов и до конца XX-го века высказывалось мнение и периодически возобновлялись дискуссии в американской публицистике, что по нормам международного права (по состоянию на 1920-е годы) остров должен был принадлежать США (эта полемика получила там название «Wrangle over Wrangel Island»), принадлежность его Советскому Союзу с юридической точки зрения признавалась шаткой, хотя фактически до сих пор никем не оспаривается. Соглашение между СССР и США о линии разграничения морских пространств, подписанное в 1990 году, не касается прямо и явно морских границ и статуса острова Врангеля, а также семи контролируемых Россией арктических островов, в отношении которых со стороны США могут быть выдвинуты подобные претензии. Кроме того, это соглашение 1990 года не было ратифицировано.
Вошёл в состав Чукотского автономного округа в 1936.

## Освоение

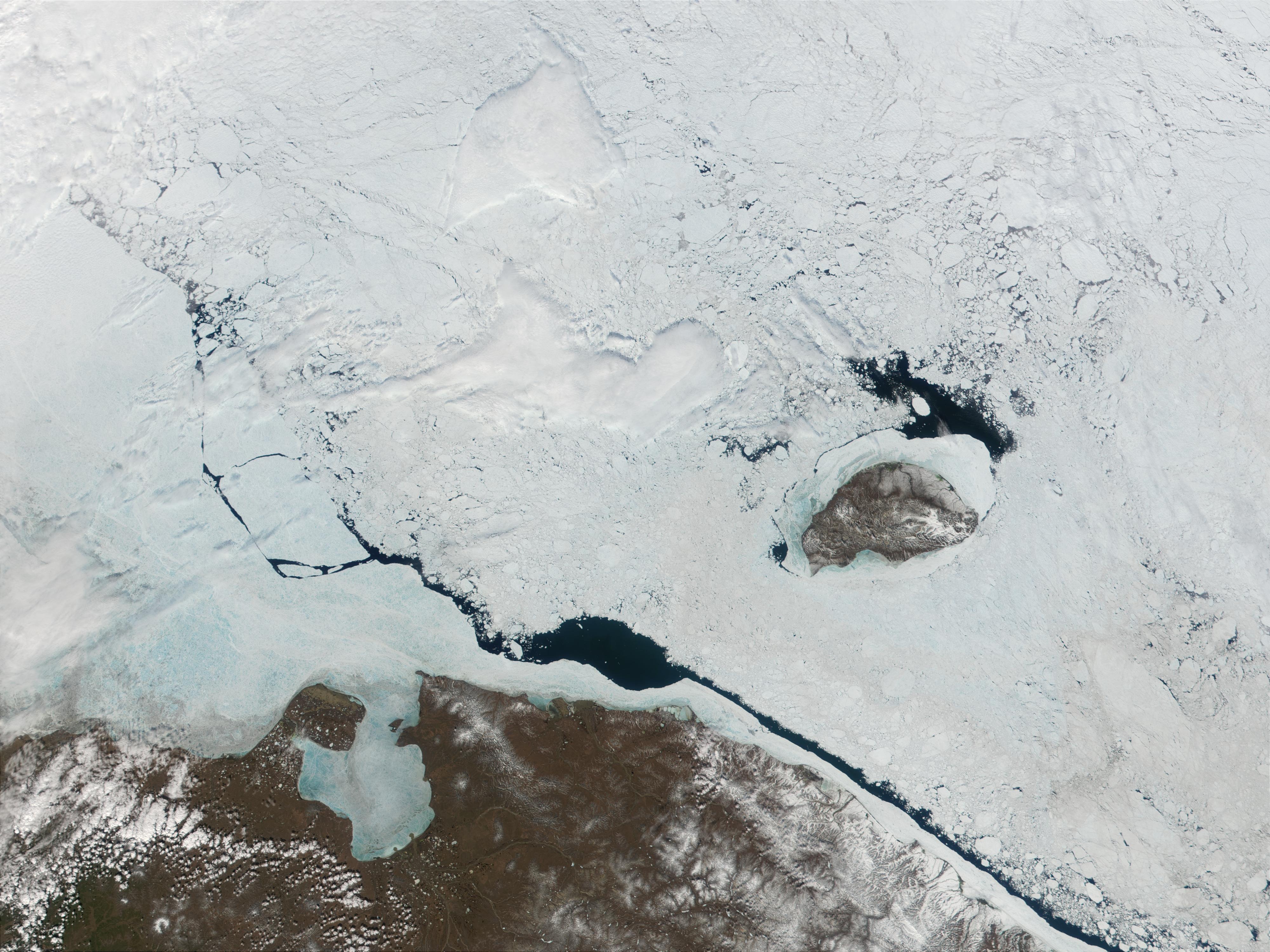
Цветная фотография острова Врангеля, сделанная в 2001 году

В 1926 году на остров Врангеля под руководством Г. А. Ушакова высадилась экспедиция, прибывшая на пароходе «Ставрополь», участники которой стали первыми жителями посёлка Ушаковское. Всего на остров прибыло 59 человек, преимущественно эскимосов, ранее проживавших в посёлках Провидение и Чаплино. Здесь была основана полярная станция. В 1928 году к острову была совершена экспедиция на ледоколе «Литке».
Залив Красина был открыт и обследован участниками экспедиции на ледоколе «Красин» в 1934 году; в последующие годы залив был назван в честь ледокола «Красин».
В 1948 году на остров была завезена небольшая группа домашних северных оленей и организовано отделение оленеводческого совхоза.
В 1950—1960-е годы на острове были основаны ещё два небольших поселения — Звёздный и Перкаткун. Было построено несколько объектов военной инфраструктуры.
К 1980-м годам военные начали покидать остров, в 1992 году была закрыта радиолокационная станция, и на острове остался единственный населённый пункт — село Ушаковское, которое к 2003 году почти полностью опустело.
В 2010 году была возобновлена деятельность метеостанции, где работало 6 человек. Из местных жителей в 2011 году на острове оставался последний житель села Ушаковское — шаман Григорий Каургин.
20 августа 2014 года моряки Тихоокеанского флота, прибывшие на остров Врангеля для проведения гидрографических работ на судне «Маршал Геловани», подняли над островом Военно-морской флаг, таким образом основав на нём пункт базирования Тихоокеанского флота России. К концу года здесь был построен военный городок, обслуживающий радиолокационный пост и пункт наведения авиации.

### ГУЛАГ
В 1987 году бывший заключённый Ефим Мошинский опубликовал книгу, в которой утверждал, что он находился в «исправительно-трудовом лагере» на острове Врангеля и встретил там Рауля Валленберга и других заключённых-иностранцев. В действительности, вопреки этим данным, на острове Врангеля не было лагерей ГУЛАГ.

### Заповедник
В 1953 году органы административной власти принимают резолюцию об охране лежбищ моржей на острове Врангеля, а в 1960 году по решению Магаданского облисполкома был создан долговременный заказник, преобразованный в 1968 году в заказник республиканского значения.
В 1975 на остров интродуцированы овцебыки с острова Нунивак, и исполком Магаданской области отвёл земли островов под будущий заповедник. В 1976 году для изучения и охраны природных комплексов арктических островов был основан заповедник «Остров Врангеля», включивший в себя также и небольшой соседний остров Геральд. В связи с заповедником вокруг островов была установлена охранная зона заповедника шириной 5 морских миль. Общая площадь заповедника составила 795,6 тыс. га. В 1978 основан Научный отдел заповедника, сотрудники которого приступили к планомерному изучению растительного и животного мира островов.
В 1997 году, по предложению губернатора Чукотского автономного округа и Госкомэкологии России, площадь заповедника была расширена за счёт включения в его состав окружающей острова акватории шириной 12 морских миль, распоряжением правительства РФ N° 1623-р от 15 ноября 1997 года, а в 1999 году вокруг уже заповедной акватории постановлением губернатора Чукотского АО N° 91 от 25 мая 1999 года была организована охранная зона шириной 24 морских мили.

## Население
На острове отсутствует постоянное население. Временное население составляют метеорологи, сотрудники заповедника и военные.
С 1976 года работают сотрудники государственного природного заповедника «Остров Врангеля».
В 2010 году в покинутом населённом пункте село Ушаковское была построена новая метеостанция, взамен старой гидрометеорологической полярной станции «Остров Врангеля», которая устарела и подмывается морем. На станции вахтовым методом работают 6 сотрудников.
В 2014 году в Ушаковском была открыта военная база «Полярная звезда».

## География

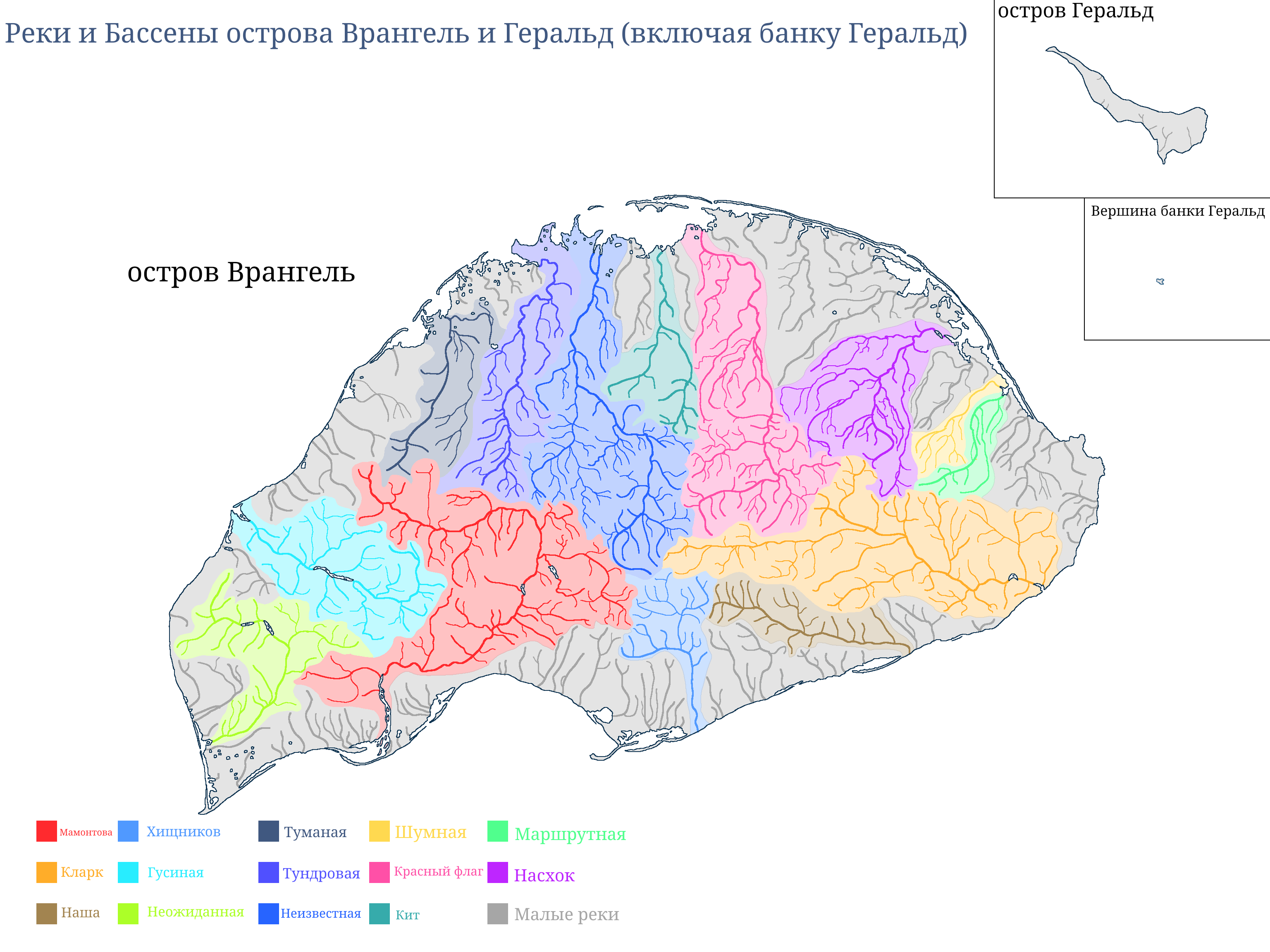
Карта рек островов Врангеля и Геральд

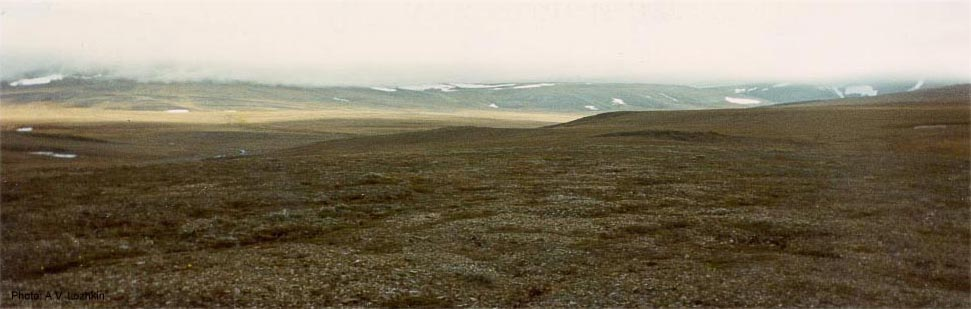
Арктическая тундра на острове Врангеля

Площадь острова составляет около 7670 км², из которых около 4700 км² занимают горы. Берега низменные, расчленённые лагунами, отделёнными песчаными косами от моря. В центральной части острова местность гористая. Присутствуют небольшие ледники и некрупные озёра, арктическая тундра.
Рельеф острова сильно расчленён. Занимающие бо́льшую часть острова горы образуют три параллельные цепи — Северный хребет, Средний хребет и Южный хребет — заканчивающиеся на западе и востоке прибрежными скалистыми обрывами. Наиболее мощным является Средний хребет, в котором находится самая высокая точка острова — гора Советская (1096 м). Северный хребет — самый низкий, он переходит в широкую заболоченную равнину, носящую название Тундра Академии. Южный хребет невысок и проходит невдалеке от морского побережья. В 1952 году именем геолога, исследователя острова Леонида Васильевича Громова названа гора в центральной части острова Врангеля.
Между хребтами располагаются долины с многочисленными реками. Всего на острове более 140 рек и ручьёв протяжённостью более 1 км и 5 рек протяжённостью более 50 км. Из приблизительно 900 озёр, бо́льшая часть которых находится в Тундре Академии (север острова), 6 озёр имеют площадь, превышающую 1 км². В среднем глубина озёр не более 2 м. По происхождению озёра разделяются на термокарстовые, к которым относится большинство, старичные (в долинах крупных рек), ледниковые, подпрудные и лагунные. Крупнейшие из них это: Кмо, Комсомол, Гагачье, Заповедное.

Берега острова Врангеля
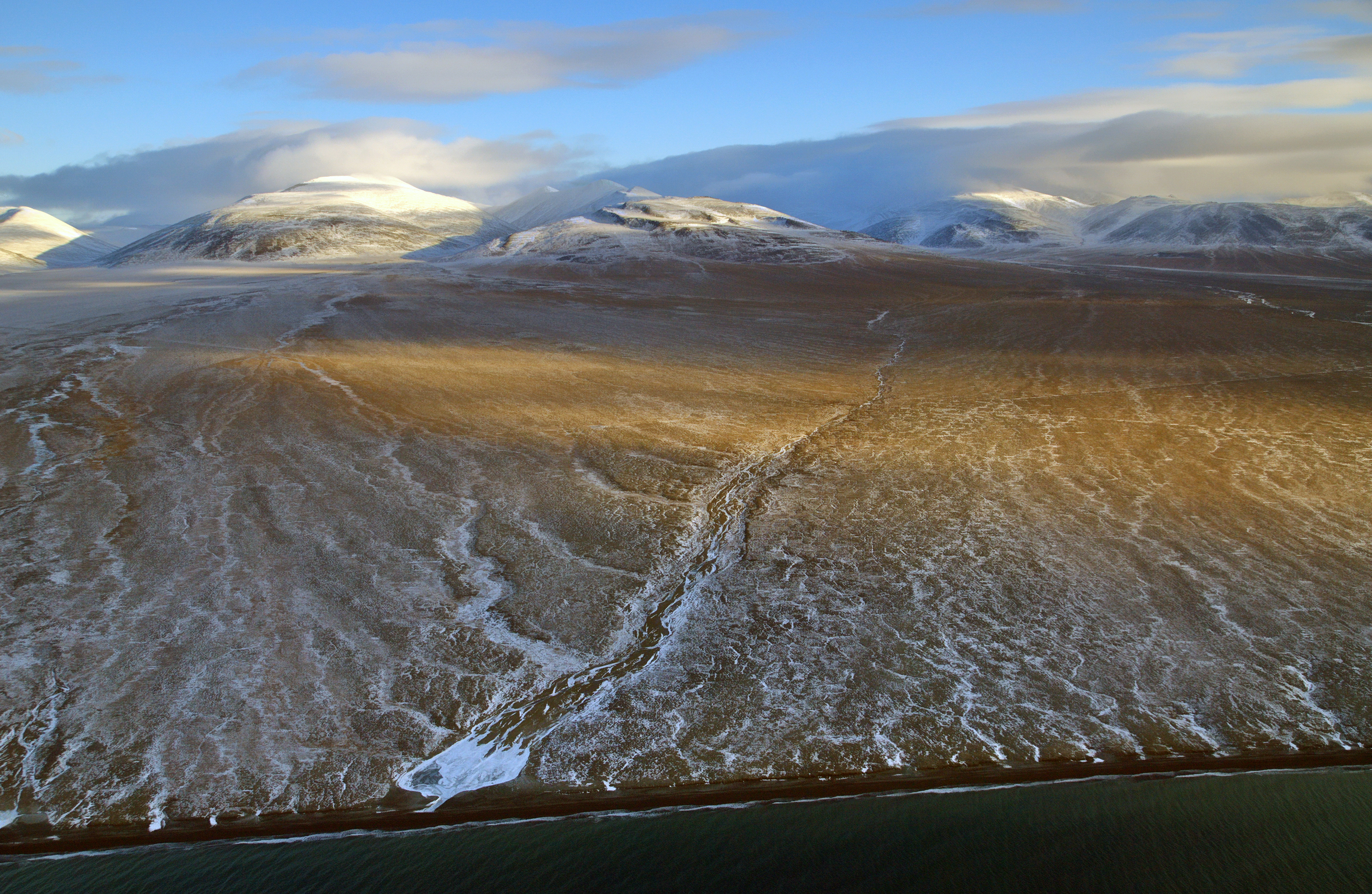
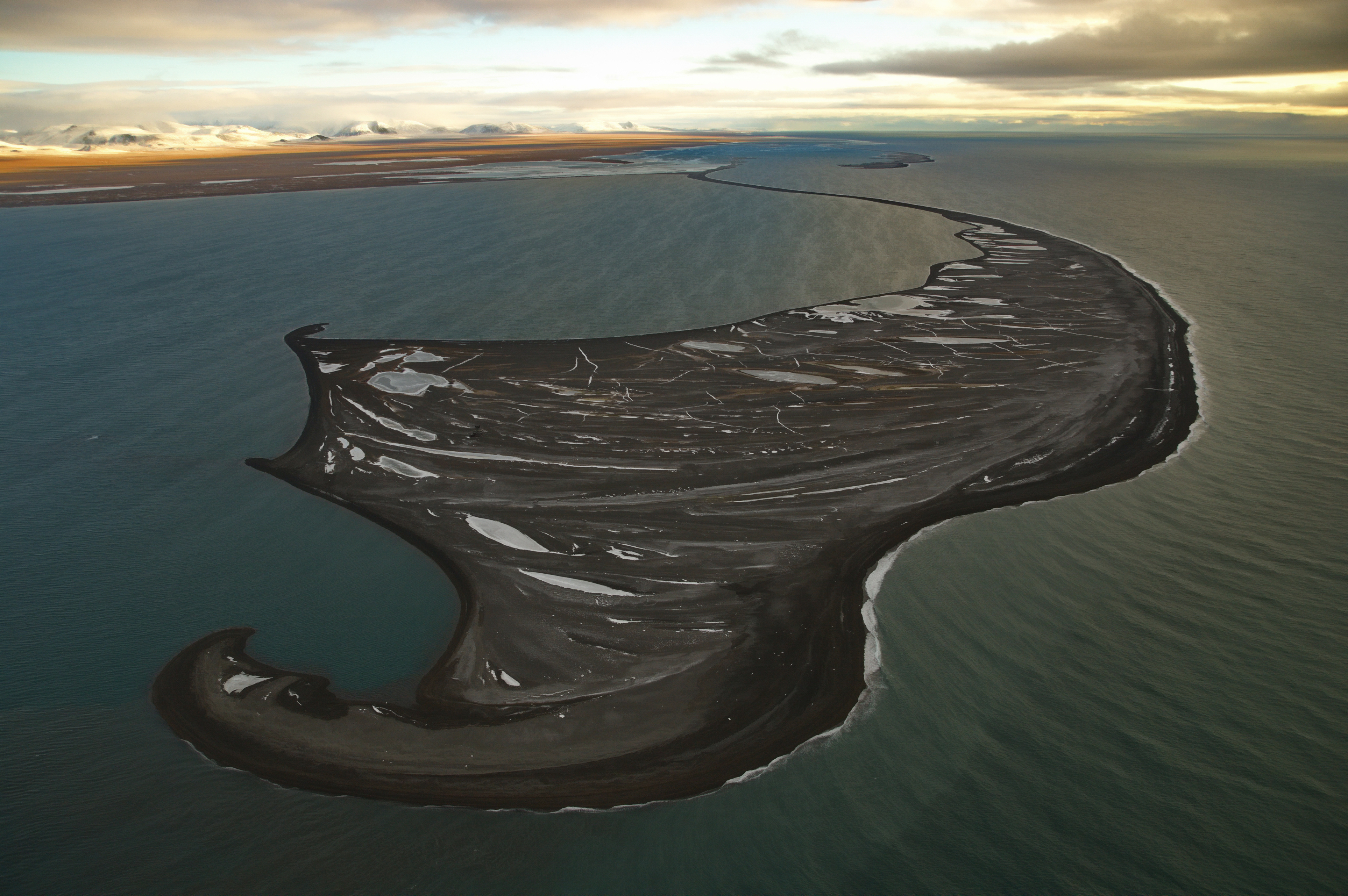
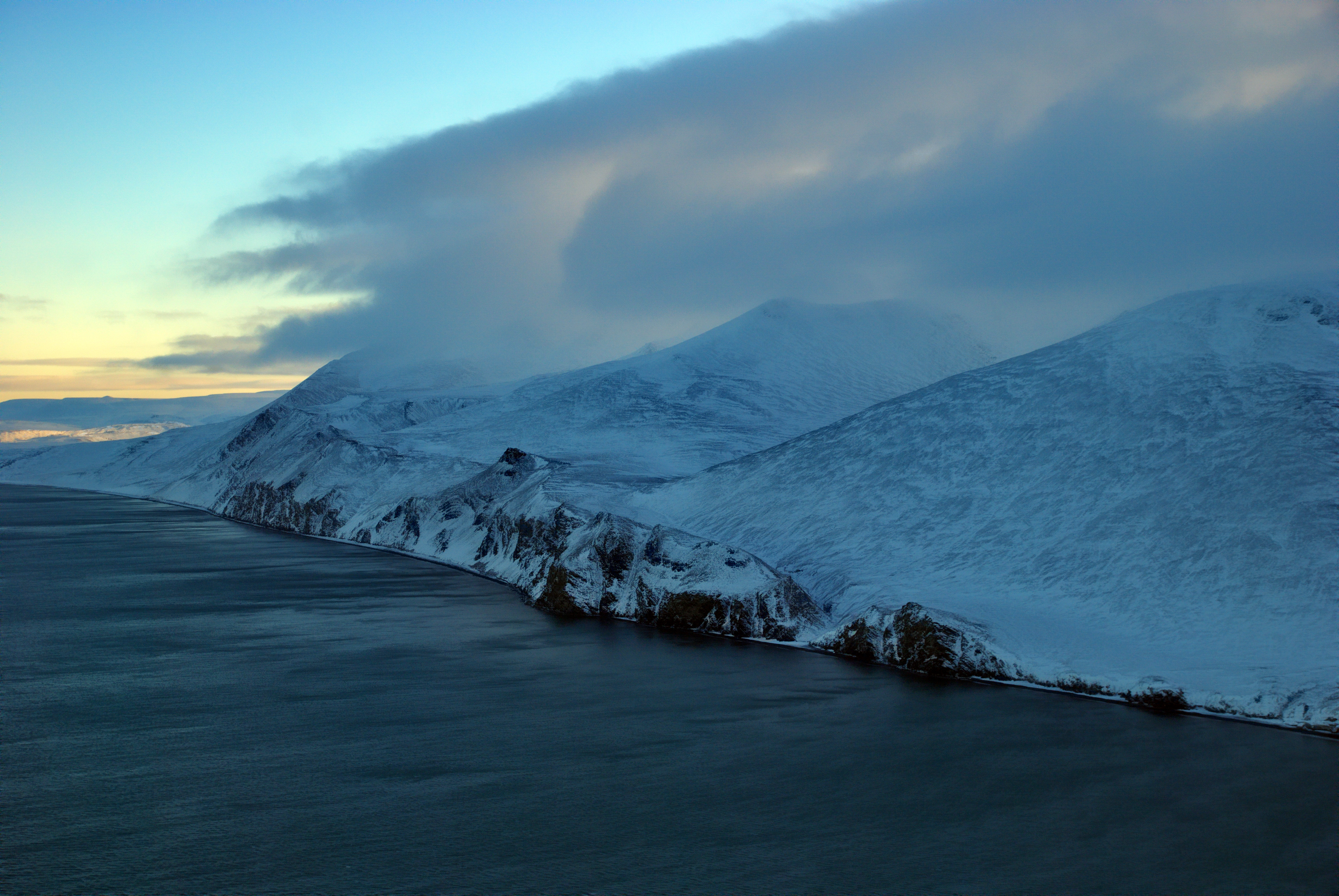
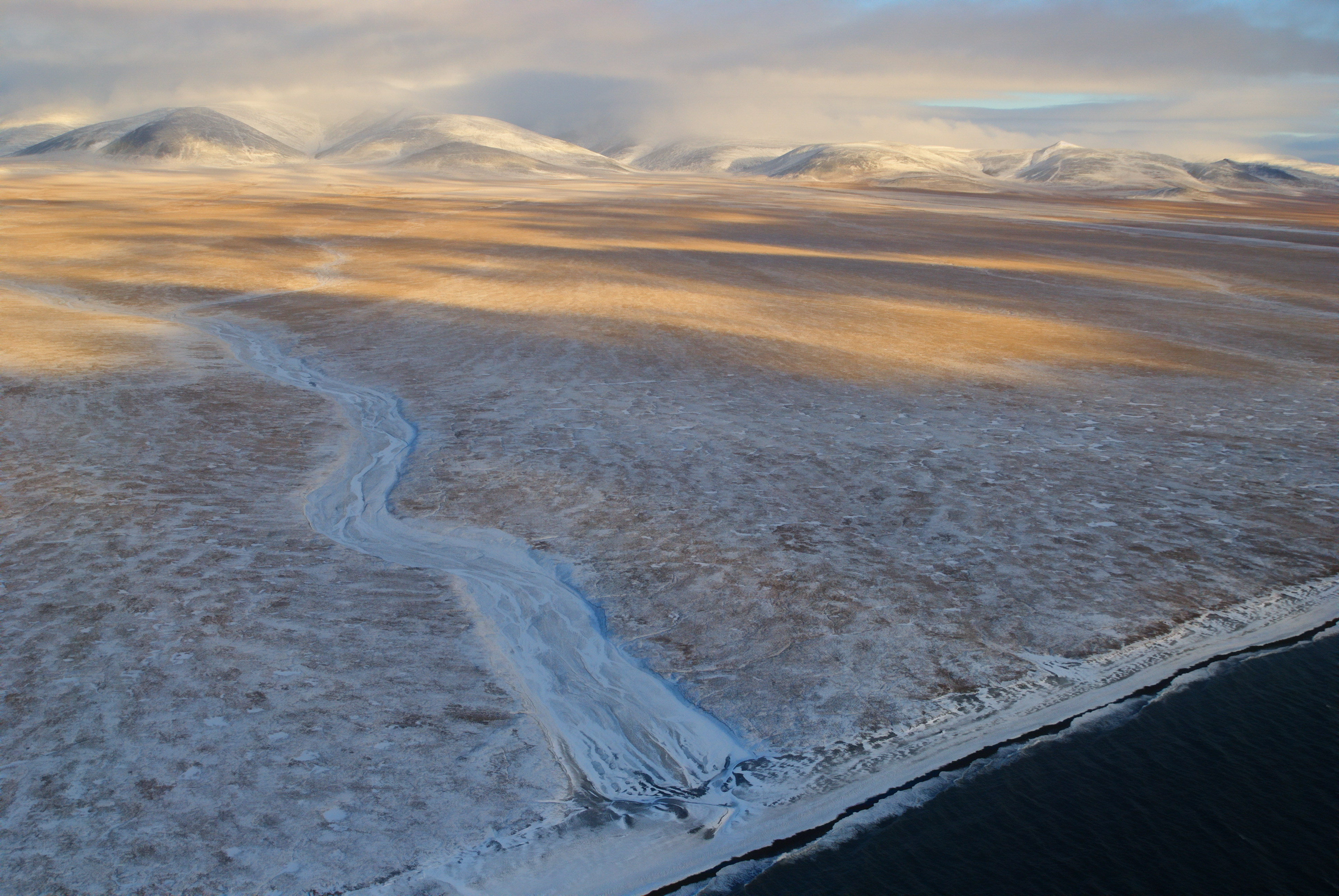
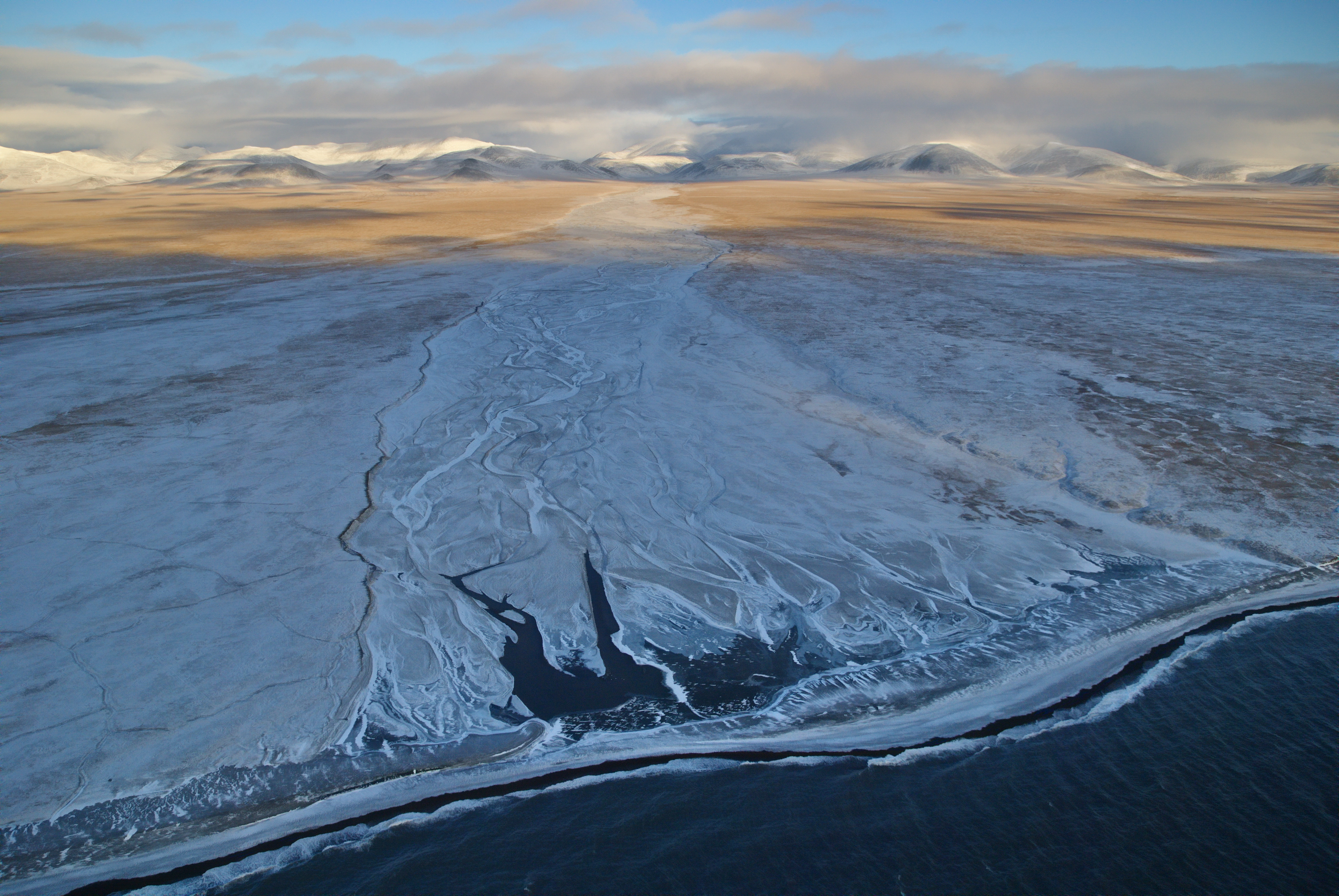
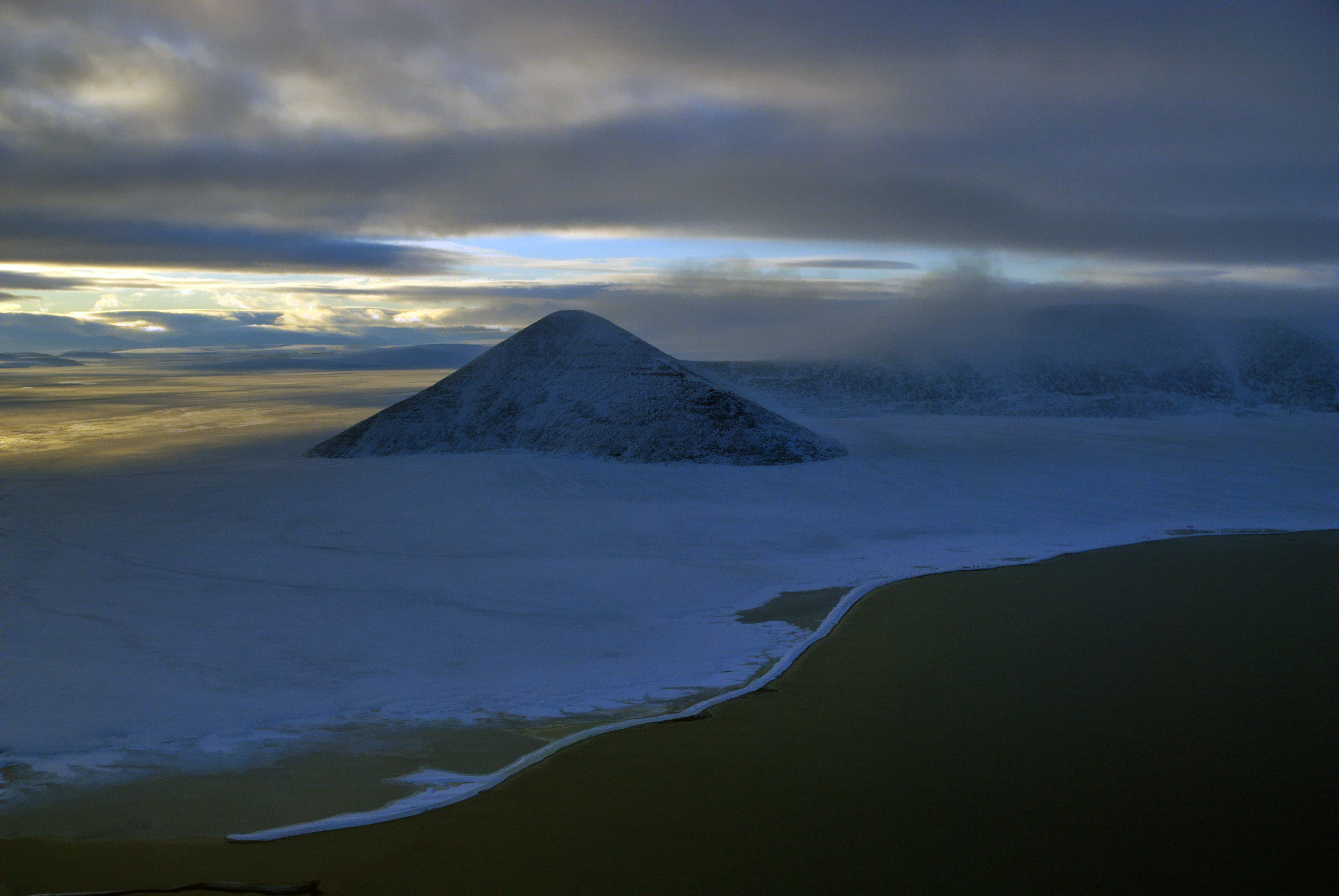
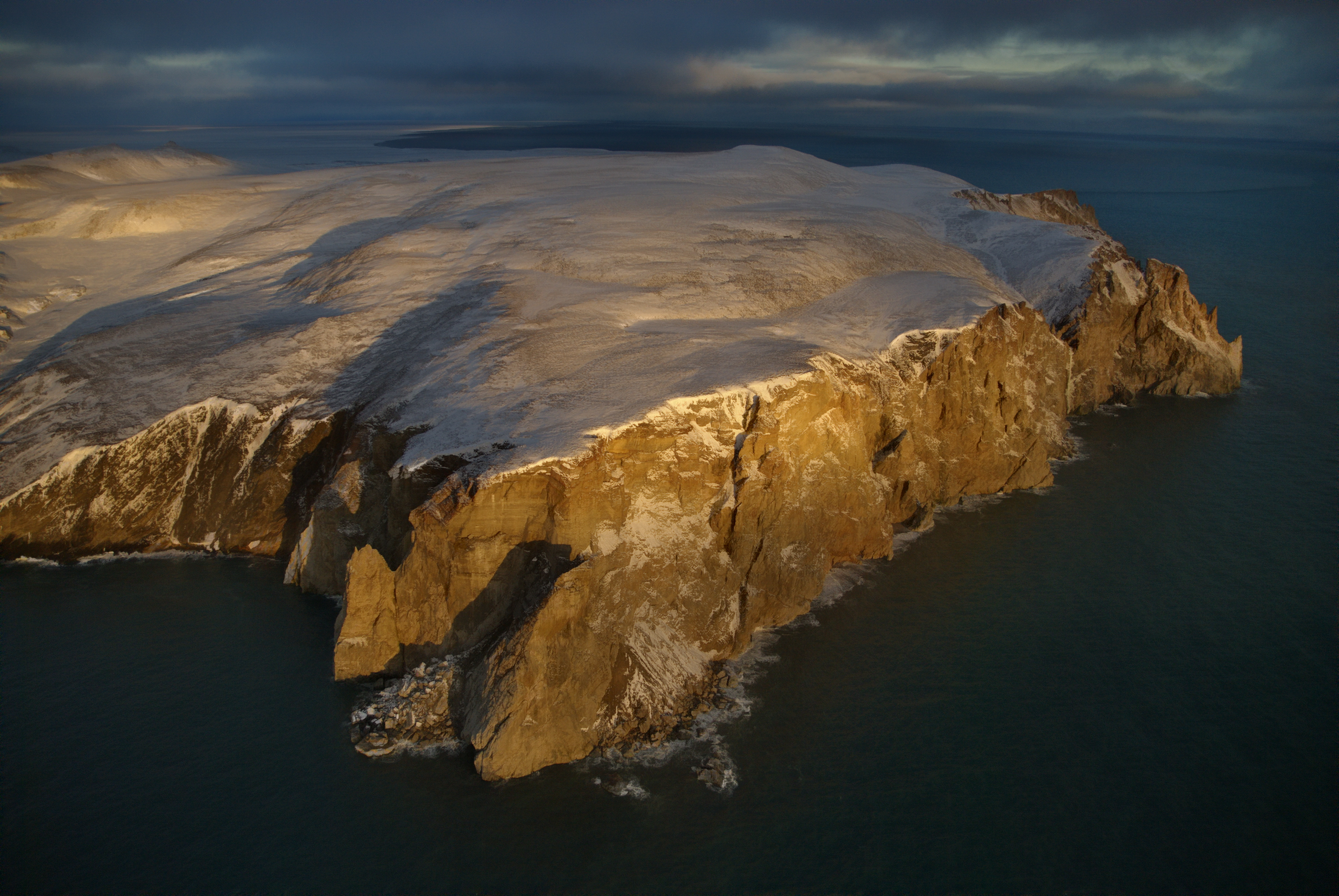
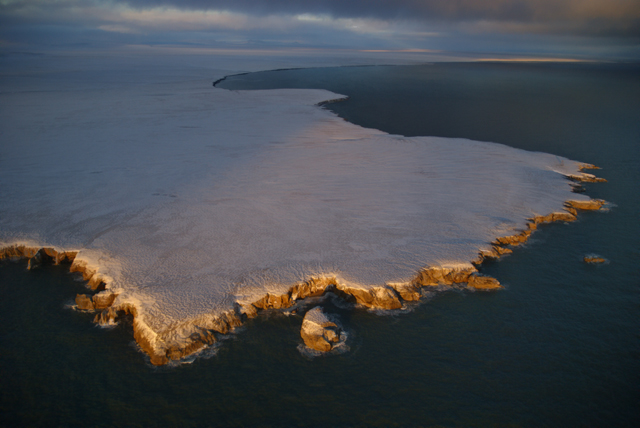

Крупные реки:
- Мамонтовая — 95 км;
- Красный Флаг — 71 км;
- Неизвестная — 71 км;
- Кларк — 68 км;
- Тундровая — 61 км;
- Гусиная — 49 км;
- Неожиданная — 47 км;
- Насхок — 36 км;
- Нанук — 15 км;
- Советская — 15 км.

### Шельф
Подводный береговой склон острова Врангеля имеет вид эллипса, в котором сам остров смещён к западу.
Эта часть шельфа самая узкая (до 5 км), основание склона располагается на 25—30-метровой глубине.
Склон в северной и южной частях острова расширяется, при этом его основание прослеживается уже на бо́льших глубинах и крутизна уменьшается.
С юга склон уходит до глубин порядка 40 м при его средней ширине 35 км, с севера — до глубин 45 м при ширине до 60 км, с востока часть склона имеет ширину около 90 км, прослеживается до глубин порядка 50 м.

### Климат
Климат арктический суровый. Большую часть года над районом перемещаются массы холодного арктического воздуха с низким содержанием влаги и пыли. Летом с юго-востока доходит более тёплый и влажный воздух с Тихого океана. Периодически приходят сухие и сильно нагретые воздушные массы из Сибири.
Полярный день длится со 2-й декады мая по 20-е числа июля, полярная ночь — со 2-й декады ноября по конец января.
Зимы продолжительны, характеризуются устойчивой морозной погодой, сильными северными ветрами. Средняя температура января — −21,8 °C, особенно холодные месяцы — февраль и март. В этот период температура на протяжении недель держится ниже −30 °C, частые метели при скорости ветра до 40 м/с и выше.
Лето холодное, случаются заморозки и снегопады, средняя температура июля колеблется от +2,5 °C до +3 °C. В центре острова, отгороженном от моря горами, в связи с лучшим прогреванием воздуха и фёнами, лето теплее и суше.
Средняя относительная влажность — около 83 %, годовая сумма осадков — около 148 мм.
| Показатель                                                                     | Янв.  | Фев.  | Март  | Апр.  | Май   | Июнь  | Июль | Авг. | Сен.  | Окт.  | Нояб. | Дек.  | Год   |
| ------------------------------------------------------------------------------ | ----- | ----- | ----- | ----- | ----- | ----- | ---- | ---- | ----- | ----- | ----- | ----- | ----- |
| Абсолютный максимум, °C                                                        | 1,5   | −0,2  | 0,2   | 2,5   | 9,6   | 17,6  | 18,2 | 16,7 | 12,7  | 9,3   | 2,4   | 2,0   | 18,2  |
| Средний суточный максимум, °C                                                  | −18,5 | −18,7 | −17,4 | −11,7 | −2,5  | 3,8   | 6,5  | 5,6  | 2,8   | −2,5  | −8,4  | −15,5 | −6,4  |
| Средняя температура, °C                                                        | −21,8 | −22,2 | −21   | −15,2 | −5,1  | 1,2   | 3,6  | 3,2  | 1,0   | −4,2  | −10,8 | −18,2 | −9,1  |
| Средний суточный минимум, °C                                                   | −25,1 | −25,7 | −24,5 | −18,8 | −7,5  | −0,7  | 1,4  | 1,4  | −0,7  | −6,3  | −13,5 | −21   | −11,8 |
| Абсолютный минимум, °C                                                         | −42   | −44,6 | −45   | −38,2 | −31,5 | −12,3 | −4,9 | −6,5 | −21,4 | −29,8 | −34,9 | −57,7 | −57,7 |
| Норма осадков, мм                                                              | 9     | 10    | 7     | 7     | 8     | 9     | 21   | 22   | 17    | 15    | 12    | 9     | 148   |
| Средняя влажность, %                                                           | 79    | 80    | 80    | 81    | 85    | 87    | 88   | 89   | 86    | 81    | 79    | 79    | 83    |
| Средняя скорость ветра, м/с                                                    | 5,6   | 5,3   | 4,2   | 4,4   | 4,4   | 3,6   | 3,8  | 4,1  | 4,6   | 5,8   | 6,9   | 6,3   | 4,9   |
| Источник: Погода и климат. www.pogoda.ru.net. Дата обращения: 25 августа 2024. |       |       |       |       |       |       |      |      |       |       |       |       |       |

| Показатель | Янв.  | Фев.  | Март  | Апр.  | Май   | Июнь | Июль | Авг. | Сен. | Окт.  | Нояб. | Дек.  | Год   |
| --- | ----- | ----- | ----- | ----- | ----- | ---- | ---- | ---- | ---- | ----- | ----- | ----- | ----- |
| Абсолютный максимум, °C                                                                                          | 0,7   | −0,2  | −0,9  | 2,5   | 8,2   | 17,6 | 18,1 | 16,2 | 12,7 | 9,3   | 2,2   | 0,0   | 18,1  |
| Средний суточный максимум, °C                                                                                    | −16,6 | −17,1 | −16,9 | −11   | −2,2  | 3,8  | 6,9  | 5,7  | 3,3  | −1,3  | −7,4  | −14,1 | −5,6  |
| Средняя температура, °C                                                                                          | −19,7 | −20,4 | −20,2 | −14,3 | −4,7  | 1,3  | 3,9  | 3,4  | 1,5  | −2,8  | −9,7  | −16,8 | −8,2  |
| Средний суточный минимум, °C                                                                                     | −23   | −23,7 | −23,5 | −17,7 | −7,1  | −0,6 | 1,7  | 1,5  | −0,3 | −4,7  | −12,3 | −19,5 | −10,7 |
| Абсолютный минимум, °C                                                                                           | −34,4 | −37   | −37,1 | −31,5 | −21,5 | −7,2 | −2,3 | −5,1 | −8   | −17,2 | −24,1 | −31,1 | −37,1 |
| Норма осадков, мм                                                                                                | 13    | 16    | 10    | 6     | 10    | 11   | 19   | 21   | 16   | 14    | 14    | 13    | 162   |
| Источник: Погода и Климат. www.pogodaiklimat.ru. Дата обращения: 22 мая 2022. (компиляция данных с метеостанции) |       |       |       |       |       |      |      |      |      |       |       |       |       |

| Температура воздуха на острове Врангеля в аномально тёплом 2007 году Компиляция данных с сайта «Погода и Климат». www.pogodaiklimat.ru. Дата обращения: 19 апреля 2014. Архивировано из оригинала 19 апреля 2014 года. | Температура воздуха на острове Врангеля в аномально тёплом 2007 году Компиляция данных с сайта «Погода и Климат». www.pogodaiklimat.ru. Дата обращения: 19 апреля 2014. Архивировано из оригинала 19 апреля 2014 года. | Температура воздуха на острове Врангеля в аномально тёплом 2007 году Компиляция данных с сайта «Погода и Климат». www.pogodaiklimat.ru. Дата обращения: 19 апреля 2014. Архивировано из оригинала 19 апреля 2014 года. | Температура воздуха на острове Врангеля в аномально тёплом 2007 году Компиляция данных с сайта «Погода и Климат». www.pogodaiklimat.ru. Дата обращения: 19 апреля 2014. Архивировано из оригинала 19 апреля 2014 года. | Температура воздуха на острове Врангеля в аномально тёплом 2007 году Компиляция данных с сайта «Погода и Климат». www.pogodaiklimat.ru. Дата обращения: 19 апреля 2014. Архивировано из оригинала 19 апреля 2014 года. | Температура воздуха на острове Врангеля в аномально тёплом 2007 году Компиляция данных с сайта «Погода и Климат». www.pogodaiklimat.ru. Дата обращения: 19 апреля 2014. Архивировано из оригинала 19 апреля 2014 года. | Температура воздуха на острове Врангеля в аномально тёплом 2007 году Компиляция данных с сайта «Погода и Климат». www.pogodaiklimat.ru. Дата обращения: 19 апреля 2014. Архивировано из оригинала 19 апреля 2014 года. | Температура воздуха на острове Врангеля в аномально тёплом 2007 году Компиляция данных с сайта «Погода и Климат». www.pogodaiklimat.ru. Дата обращения: 19 апреля 2014. Архивировано из оригинала 19 апреля 2014 года. | Температура воздуха на острове Врангеля в аномально тёплом 2007 году Компиляция данных с сайта «Погода и Климат». www.pogodaiklimat.ru. Дата обращения: 19 апреля 2014. Архивировано из оригинала 19 апреля 2014 года. | Температура воздуха на острове Врангеля в аномально тёплом 2007 году Компиляция данных с сайта «Погода и Климат». www.pogodaiklimat.ru. Дата обращения: 19 апреля 2014. Архивировано из оригинала 19 апреля 2014 года. | Температура воздуха на острове Врангеля в аномально тёплом 2007 году Компиляция данных с сайта «Погода и Климат». www.pogodaiklimat.ru. Дата обращения: 19 апреля 2014. Архивировано из оригинала 19 апреля 2014 года. | Температура воздуха на острове Врангеля в аномально тёплом 2007 году Компиляция данных с сайта «Погода и Климат». www.pogodaiklimat.ru. Дата обращения: 19 апреля 2014. Архивировано из оригинала 19 апреля 2014 года. | Температура воздуха на острове Врангеля в аномально тёплом 2007 году Компиляция данных с сайта «Погода и Климат». www.pogodaiklimat.ru. Дата обращения: 19 апреля 2014. Архивировано из оригинала 19 апреля 2014 года. | Температура воздуха на острове Врангеля в аномально тёплом 2007 году Компиляция данных с сайта «Погода и Климат». www.pogodaiklimat.ru. Дата обращения: 19 апреля 2014. Архивировано из оригинала 19 апреля 2014 года. | Температура воздуха на острове Врангеля в аномально тёплом 2007 году Компиляция данных с сайта «Погода и Климат». www.pogodaiklimat.ru. Дата обращения: 19 апреля 2014. Архивировано из оригинала 19 апреля 2014 года. | Температура воздуха на острове Врангеля в аномально тёплом 2007 году Компиляция данных с сайта «Погода и Климат». www.pogodaiklimat.ru. Дата обращения: 19 апреля 2014. Архивировано из оригинала 19 апреля 2014 года. | Температура воздуха на острове Врангеля в аномально тёплом 2007 году Компиляция данных с сайта «Погода и Климат». www.pogodaiklimat.ru. Дата обращения: 19 апреля 2014. Архивировано из оригинала 19 апреля 2014 года. | Температура воздуха на острове Врангеля в аномально тёплом 2007 году Компиляция данных с сайта «Погода и Климат». www.pogodaiklimat.ru. Дата обращения: 19 апреля 2014. Архивировано из оригинала 19 апреля 2014 года. | Температура воздуха на острове Врангеля в аномально тёплом 2007 году Компиляция данных с сайта «Погода и Климат». www.pogodaiklimat.ru. Дата обращения: 19 апреля 2014. Архивировано из оригинала 19 апреля 2014 года. | Температура воздуха на острове Врангеля в аномально тёплом 2007 году Компиляция данных с сайта «Погода и Климат». www.pogodaiklimat.ru. Дата обращения: 19 апреля 2014. Архивировано из оригинала 19 апреля 2014 года. | Температура воздуха на острове Врангеля в аномально тёплом 2007 году Компиляция данных с сайта «Погода и Климат». www.pogodaiklimat.ru. Дата обращения: 19 апреля 2014. Архивировано из оригинала 19 апреля 2014 года. | Температура воздуха на острове Врангеля в аномально тёплом 2007 году Компиляция данных с сайта «Погода и Климат». www.pogodaiklimat.ru. Дата обращения: 19 апреля 2014. Архивировано из оригинала 19 апреля 2014 года. | Температура воздуха на острове Врангеля в аномально тёплом 2007 году Компиляция данных с сайта «Погода и Климат». www.pogodaiklimat.ru. Дата обращения: 19 апреля 2014. Архивировано из оригинала 19 апреля 2014 года. | Температура воздуха на острове Врангеля в аномально тёплом 2007 году Компиляция данных с сайта «Погода и Климат». www.pogodaiklimat.ru. Дата обращения: 19 апреля 2014. Архивировано из оригинала 19 апреля 2014 года. | Температура воздуха на острове Врангеля в аномально тёплом 2007 году Компиляция данных с сайта «Погода и Климат». www.pogodaiklimat.ru. Дата обращения: 19 апреля 2014. Архивировано из оригинала 19 апреля 2014 года. |
| Месяц | Янв | Фев | Мар | Апр | Май | Июн | Июл | Авг | Сен | Окт | Ноя | Дек | Год | | | | | | | | | | | |
| Абсолютный максимум, °C | −13,2 | −1,9 | −7,8 | −2,0 | 4,0 | 10,9 | 14,2 | 14,8 | 11,8 | 3,3 | 0,0 | 2,0 | 14,8 | | | | | | | | | | | |
| Средний максимум, °C | −23,5 | −15,9 | −17,7 | −8,7 | −3,2 | 5,3 | 9,8 | 12,6 | 8,2 | −0,4 | −4,4 | −9,6 | −4,0 | | | | | | | | | | | |
| Средняя температура, °C | −26,1 | −20,2 | −22,0 | −12,6 | −6,4 | 2,1 | 6,9 | 11,1 | 7,0 | −1,4 | −5,8 | −11,9 | −6,6 | | | | | | | | | | | |
| Средний минимум, °C | −28,4 | −22,5 | −25,7 | −16,4 | −8,9 | 0,2 | 4,6 | 9,3 | 5,7 | −2,9 | −7,9 | −14,6 | −9,0 | | | | | | | | | | | |
| Абсолютный минимум, °C | −34,6 | −33,0 | −32,6 | −23,2 | −17,3 | −2,3 | 1,2 | 7,6 | 0,8 | −7,5 | −10,5 | −26,0 | −34,6 | | | | | | | | | | | |
| --- | --- | --- | --- | --- | --- | --- | --- | --- | --- | --- | --- | --- | --- | --- | --- | --- | --- | --- | --- | --- | --- | --- | --- | --- |

### Флора
Первый исследователь растительности острова Врангеля Б. Н. Городков, в 1938 изучавший восточное побережье острова, отнёс его к зоне арктических и полярных пустынь. После полного исследования всего острова со 2-й половины XX в. его относят к подзоне арктических тундр тундровой зоны. Несмотря на сравнительно небольшие размеры острова Врангеля, из-за резких региональных особенностей его растительности он выделяется в особую Врангелевскую подпровинцию Врангелевско — Западно-Американской провинции арктических тундр.
Растительность острова Врангеля отличается богатым древним видовым составом. Количество видов сосудистых растений превышает 310 (к примеру, на значительно более крупных Новосибирских островах таких видов всего 135, на островах Северной Земли — около 65, на Земле Франца-Иосифа — менее 50). Флора острова богата реликтами и относительно бедна распространёнными в других приполярных областях растениями, которых здесь, по различным оценкам, не более 35—40 %.
Около 3 % растений субэндемичные (бескильница, мак Городкова, остролодочник врангелевский) и эндемичные (мятлик врангелевский, мак Ушакова, лапчатка врангелевская, мак лапландский). Помимо них на острове Врангеля произрастают ещё 114 видов редких и очень редких растений.
Подобный состав растительного мира позволяет сделать вывод о том, что исконная арктическая растительность на этом участке древней Берингии не была уничтожена ледниками, а море препятствовало проникновению с юга более поздних мигрантов.
Современный растительный покров на территории заповедника почти повсюду несомкнутый низкорослый. Преобладает осоково-моховая тундра. В горных долинах и межгорных котловинах центральной части острова Врангеля встречаются участки зарослей ивняка (ива Ричардсона) высотой до 1 м.

### Фауна
Фауна острова, в целом, небогата видами, что связано с суровыми климатическими условиями. «Имидж» острова определяют такие символы, как крупнейший в мире «роддом» белых медведей (в местных родовых берлогах ежегодно рожают медвежат от 300 до 500 медведиц); это крупнейшие в Арктике лежбища моржей; крупнейшие в Чукотском море птичьи базары; единственное в Евразии место с постоянными гнездовьями белого гуся; здесь обнаружены ископаемые остатки одного из самых мелких и последних подвидов мамонта, имеющих возраст от 7 до 3,5 тысяч лет (то есть жили при современном человеке).
Фауна беспозвоночных слабо изучена. Встречаются несколько видов шмелей, комары, бабочки, мухи и проникший на остров вместе с северными оленями их паразит кожный овод.
На острове зафиксировано 11 видов жуков—долгоносиков, 7 видов жуков-листоедов, не менее 33 видов бабочек и 30 видов пауков.
.
Рыбы в прибрежных водах островов изучены недостаточно. В пресноводных водоёмах острова рыбы нет.
На острове регулярно гнездятся не менее 20 видов птиц, ещё 20 видов являются для заповедника залётными или нерегулярно гнездящимися.
Самые многочисленные пернатые — входящие в число редких животных белые гуси. Они образуют одну основную колонию в долине реки Тундровой в центре острова Врангеля и несколько мелких колоний. Многочисленны и воробьиные, представленные пуночками и лапландскими подорожниками. Для гнездования и линьки в заповедник прилетают чёрные казарки. Также в числе обитателей заповедника гаги, исландские песочники, тулесы, бургомистры, вилохвостые чайки, длиннохвостые поморники, белые совы. Реже в заповеднике встречаются кулики-чернозобики, дутыши, полярные крачки, средние поморники, краснозобые гагары, во́роны, чечётки.
Довольно часто на территорию заповедника залетают или заносятся ветром птицы из Северной Америки, среди которых регулярно посещающие остров Врангеля канадские журавли, а также канадские казарки и различные американские мелкие воробьиные, включая вьюрков (миртовые певуны, саванные овсянки, серые и орегонские юнко, чернобровые и беловенечные зонотрихии).
Фауна млекопитающих заповедника бедна. Постоянно здесь обитает эндемичный лемминг Виноградова, считавшийся ранее подвидом копытного лемминга, сибирский лемминг и песец. Периодически, и в значительных количествах, появляется белый медведь, родильные берлоги которого расположены в границах заповедника. Временами в заповедник проникают волки, росомахи, горностаи и лисы. Вместе с людьми на острове Врангеля поселились ездовые собаки. В жилых строениях появилась и обитает домовая мышь. Для акклиматизации на остров были завезены северный олень и овцебык.
Северный олень обитал здесь и в далёком прошлом, а современное стадо происходит от завезённых в 1948, 1954, 1967, 1968, 1975 годах домашних оленей с Чукотского полуострова. Популяция оленей поддерживается в количестве до 1,5 тысяч голов.

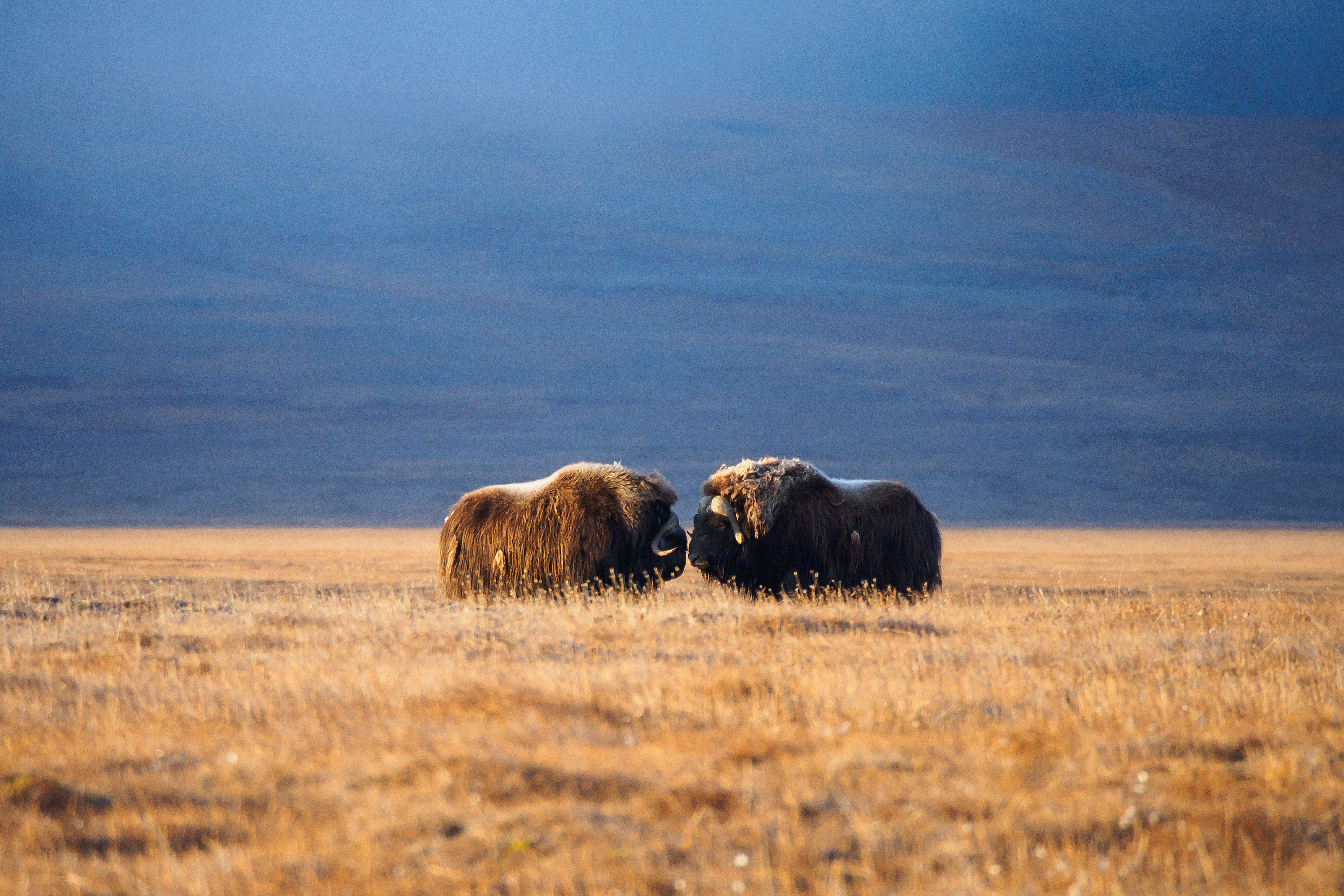
Овцебыки перед битвой на острове Врангеля

Есть свидетельства, что овцебыки проживали на острове Врангеля в далёком прошлом. В наше время стадо из 20 голов было завезено в апреле 1975 года с американского острова Нунивак. Завезённый овцебык успешно прижился. Первый удачный отёл на острове Врангеля отмечен в 1977 году. Численность популяции в течение лет, прошедших со времени выпуска, постепенно росла, а заселённая территория расширялась. К началу 1990-х годов овцебыки полностью заселили остров Врангеля. В 1994 году количество овцебыков на острове Врангеля достигло около 300 животных. В середине 2010-х годов популяция на острове Врангеля достигла своих предельных размеров (850 голов) и может стать источником для расселения и создания новых стад на материке.
На территории острова самое крупное в России лежбище моржей. В прибрежных водах обитают тюлени.
В середине 1990-х годов при участии сотрудника заповедника Сергея Вартаняна были обнаружены ископаемые остатки шерстистых мамонтов возрастом от 7 до 3,5 тысяч лет. При этом мамонты на материке вымерли 10—12 тысяч лет назад. Впоследствии обнаружилось, что эти остатки принадлежат особому, сравнительно мелкому подвиду, который населял остров Врангеля уже во времена расцвета микенской цивилизации. Это ставит остров Врангеля в ряд важнейших палеонтологических памятников планеты. Крайне малый размер популяции островных мамонтов привёл к ослаблению естественного отбора и накоплению вредных мутаций, вызвавших нарушение работы множества генов — в частности, ухудшение обоняния.

## В художественной литературе
- Г. А. Ушаков. Остров метелей. — М.: Гидрометеоиздат. — 176 с. Воспоминания Г. А. Ушакова об организации первого поселения на острове.
- Гербачевский В. П.. Начальник острова Врангеля. — М.: Детская литература. — 192 с. Повесть о Г. А. Ушакове и его экспедиции на остров.

- В романе чукотского писателя Юрия Рытхэу «Остров надежды» действие разворачивается на острове Врангеля в середине 1920-х годов[53].
- В фантастическом романе Жюля Верна «Цезарь Каскабель» (1890 год) остров Врангеля описан как высокий действующий вулкан. Герои романа проплывают мимо него на дрейфующей льдине[54].
- В рассказе Л. Р. Шейнина «Дело Семенчука», по мотивам фактических событий, повествуется об убийстве врача полярной станции во время зимовки на острове Врангеля 1934—1935 годов[55].
- В стихах «Нанаун», «Земля друзей» поэта, писателя В. А. Шенталинского[56].
- В серии книг «Орудия смерти» американской писательницы Кассандры Клэр
- В сборнике рассказов «Обыкновенная Арктика» Бориса Горбатова неоднократно упоминается остров Врангеля. В рассказе «Таян-начальник» описан переезд чукчей из Провидение на остров, возглавляемый Ушаковым